# 2S42 Lotos
2S42 Lotos (rusky 2С42 «Лотос» podle indexu GRAU, česky lotos) je ruský obojživelný samohybný 120 mm minomet na podvozku bojového výsadkového vozidla BMD-4M. Jedná se o pokračování pozastaveného projektu 152 mm minometu 2S36 Zauralec-D.
Model 2S42 byl představen v roce 2017, zbraň je plánována jako náhrada sovětského samohybného minometu 2S9 Nona-S. Pohání ji vznětový motor 2V-06-2 o výkonu 450 koňských sil, vyvine maximální rychlost 70 km/h na souši a cca 7 km/h na vodě. Dojezd činí do 500 km. Posádku tvoří čtyři vojáci. Minimální dostřel je 400 metrů, maximální pak 13 km.
Minomet může být přepravován po dvou ruským transportním letounem Iljušin Il-76.